# Ettore Majorana
Ettore Majorana (Catània, 5 d'agost de 1906 - mort probablement el 27 de març de 1938) va ser un físic italià que treballà en les masses dels neutrins. Desaparegué sota circumstàncies misterioses anant en vaixell de Palerm a Nàpols. L'equació de Majorana i el fermió de Majorana reben el seu nom. El fermió de Majorana, que era una de les poques partícules teòriques de la teoria quàntica que restaven sense haver-ne estat comprovada l'existència real, va ser detectada l'any 2012 per un equip de l'Institut Kavli de Delft.

## Biografia
Majorana nasqué a Catània, Sicília. dotat per les matemàtiques des de la infantesa, de ben jove s'uní a l'equip d'Enrico Fermi a la Universitat de Roma La Sapienza com un dels "Nois de via Panisperna" al Viminal.
El seu oncle, Quirino Majorana, també era un físic.
Començà estudiant enginyeria el 1923, però ho canvià per la física el 1928, a instàncies d'Emilio Segrè. Les seves primeres publicacions acadèmiques tractaven de la espectroscopia atòmica.
En total, els assaigs realitzats per Majorana en física foren 9, tots ells escrits entre 1928 i 1933.
El 1931 Majorana publicà sobre el fenomen de l'autoionització en els espectres atòmics; el mateix any que ho va fer de forma independent Allen Shenstone.
El 1932 publicà un escrit respecte al paper dels àtoms alineats en camps magnètics que varien en el temps, aquest problema també va ser estudiat per part d'I.I. Rabi i altres i dona lloc a la branca de la física atòmica, la de l'espectroscopia d'alta freqüència. El mateix any publicà sobre la base teòrica de l'espectre de massa de les partícules elementals. Majorana publicava en italià i això feia que les seves descobertes quedessin en foscor relativa durant dècades.
Va ser el primer a proposar que la partícula desconeguda dels experiments d'Irène Curie i Frédéric Joliot tindrien la massa d'un protó, aquesta partícula seria el neutró. Com que Majorana no ho va publicar va ser James Chadwick qui ho va fer i va guanyar el Premi Nobel.

## Treball amb Heisenberg, malaltia i aïllament
Seguint consells de Fermi, Majorana deixà Itàlia el 1933 i a Leipzig, Alemanya, es trobà amb Werner Heisenberg de qui es va fer també amic. Majorana també viatjà a Copenhaguen, on treballà amb Niels Bohr, que era amic i mentor de Heisenberg. A l'Alemanya dels nazis Majorana treballà en la teoria del nucli atòmic.
A la tardor de 1933 Majorana tornà a Roma per una gastritis desenvolupada aparentment per esgotament nerviós i es va tancar en les seves relacions socials i va deixar de publicar.
Va ser professor de física teòrica a la Universitat de Nàpols el 1937.
Majorana també va escriure sense publicar sobre geofísica, a enginyeria elèctrica, de matemàtica a la relativitat. Aquests escrits es conserven a la Domus Galileiana a Pisa, i han estat recentment editats per Erasmo Recami i Salvatore Esposito.
El darrer escrit científic de Majorana és de l'any 1937 i tracta de la teoria simètrica dels electrons i positrons.

## Desaparició

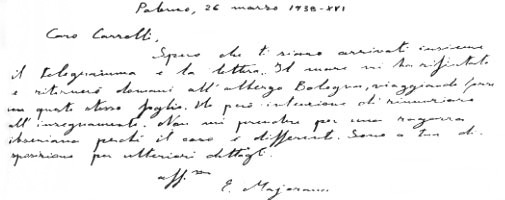
Última carta de Majorana.
«Benvolgut Carrelli,
Espere que t'hagen arribat junts el telegrama i la carta. El mar m'ha refusat i retornaré demà a l'hotel Bologna, força viatjant amb aquest mateix foli. Tinc, però, intenció de renunciar a l'ensenyament. No em prengueu per una noia ibseniana perquè el cas és diferent. Sóc a la teua disposició, per més detalls. Ettore Majorana.»

L'escriptor Leonardo Sciascia va escriure un llibre, Il Caso Majorana (1972) sobre les hipòtesis de desaparició de Majorana.
Majorana va desaparèixer en circumstàncies desconegudes anant en vaixell de Nàpols a Palermo. El seu cos no s'ha trobat mai, va retirar tots els diners del seu comte bancari abans de la seva marxa.
El seu cos no fou trobat mai i en la seua última carta escrita no s'hi troba cap indici sobre la futura desaparició.
Es creu que potser es va suïcidar, va emigrar a l'Argentina, va ingressar en un monestir, va ser segrestat o assassinat o es va convertir en un rodamón. Leonardo Sciascia en va escriure un llibre: La Scomparsa di Majorana.